# Michelle Cameron
Michelle Cameron (Calgary, Alberta, Canadà, 28 de desembre de 1962) és una nedadora canadenca de natació sincronitzada retirada que va arribar a ser campiona olímpica a Seül 1988 en el concurs per duos.

## Carrera esportiva
- Al Campionat Mundial de Natació de 1986 celebrat a Madrid, va guanyar dues medalles d'or: en duo i equip.
- Dos anys després, als Jocs Olímpics de 1988 celebrats a Seül (Corea del Sud) va guanyar la medalla d'or en el concurs per duos, per davant dels Estats Units (plata) i Japó (bronze), al costat de la seva companya d'equip que va ser Carolyn Waldo.